# Monts Mitumba
Les monts Mitumba sont une chaîne volcanique au sud de la vallée du Grand Rift, bordée à l'est par les lacs Tanganyika et Kivu en république démocratique du Congo, au nord par les montagnes des Virunga qui font office de frontière entre le Congo, le Rwanda et l'Ouganda. Les deux sommets principaux, le mont Kahuzi (3 308 m) et le mont Biéga (2 790 m) sont des volcans éteints.
Mitumba signifie « qui fument » en kinande, du verbe eri̧tú̧mba, « fumer »,.